# Pavlikovi remeni
Pavlikovi remeni su vrsta ortopedske ortoze, koji su zbog svoje praktičnosti i uspešnosti u lečenju najprihvatljivija metoda za početni tretman deteta kod kojeg je kliničkim i ultrasonografskim pregledom potvrđen razvojni poremećaj zgloba kuka ili urođeno iščašenje kuka. Način i tok lečenja zavisi od stepna razvojnog poremećaja kuka, starosti deteta i pravilne upotrebe ove ortoze.

## Opšta razmatranja
Ukoliko se rano potvrdi sumnja na razvojni poremećaj zgloba kuka, potrebno je započeti odgovarajuće lečenje kako bi se poremećaj korigovao bez daljih posledica. Kasno otkrivanje donosi duže i teže lečenje, naročito ako je dete starije od godinu dana. Dijagnostiku razvojnih poremećaja zgloba kuka kod starije dece otežava konzervativno lečenje.
Očekivana stopa uspešnosti prfimene Pavlikovih remena je 85-95%, u slučaju da je dijagnoza razvojnog poremećaja zgloba kuka kod deteta rano postavljena. Uspešnost lečenja se smanjuje zavisno od detetove starosti. 
Dizajn remena omogućava detetu pravilan položaj kukova. Ne preporučuje se skidati remene u ranoj fazi lečenja ukoliko to nije ordinirao ortoped. Prema savetu, potrebna je kontrola položaja remena od strane ortopeda ili za to posebno edukovane medicinske sestre kako bi se remeni bili neprekidno prilagođeni detetu.

## Način primene
Pravilno postavljanje Pavlikovih remena zasniva se na tome da se na kukovima oni nameštaju u presavijenom položaju nožica deteta, ne manje od 90° i delimično raširenom položaju nožica, ne manje od 45°. Tokom nošenja obavlja se redovna ultrazvučna kontrola i nadzor nad kukovima deteta, i u skladu sa nalazom remeni se po potrebi prilagođavaju rastu deteta. Redovno prilagođavanje remena omogućava održavanje zgloba kuka u najboljem položaju kako dete raste. Pavlikovi remeni se nose bez prekida do razvoja pravilnog kontakta zglobnih tela kuka.
U slučaju nemogućnosti uglavljivanja glave butne kosti u čašicu zgloba (acetabulum) i nestabilnosti zgloba kuka primenjuje se rigidna ortoza (Hilgenreiner) ili gipsana udlaga (Lorenz).
Kada ortoped pregledom ustanovi da se kukovi razvijaju normalno i da više nije potrebno lečenje remenima, oni se uklanjaju.
Zamena odeće i podešavanje remena
Kada se vrši menjate odeću važno je ukloniti samo gornji deo Pavlikovih remena kako bi za to vreme kukovi bili u pravilnom položaju što je više moguće. Nakon što se dete se postavi na leđa otpušta se grudna traka koja je pričvršćena čičkom. Potom se otpuštaju oba ramena remena i izvlače detetove ruke. Promienu majice ili bodija treba obaviti uz neprestano obraćanje pažnje na to da dete nema nabore na odeći. Po završenoj zameni odeće oba ramena remena se fiksiraju za grudnu traku. Po završenom postupku obavezno treba proveriti jesu li rameni remeni vraćeni prema markerima (a ako je potrebno podesite remene). Grudnirsni remen treba zategnuti toliko da prsti majke mogu proći između grudnog remena i grudnog koša deteta.
Održavanje ortoze
Ukoliko se prilikom menjanja pelena remeni ortoze zaprljaju, mogu se oprati starom četkicom za zube i neutralnim šampon. Prljanje remena je neizbežno, i preporuka je da ručno pranje remena zbog mogućnosti skupljanja i deformiranja remena prilikom mašinskog pranja.

## Spoljašnje veze
- Pavlikovi remenčići. Priručnik za roditelje. (језик: хрватски)

|  | Molimo Vas, obratite pažnju na važno upozorenje u vezi sa temama iz oblasti medicine (zdravlja). |